# Amanuense
(Alfredo Cioni)

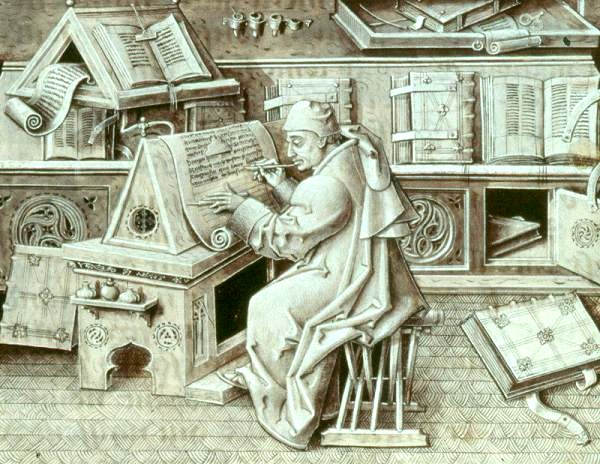
Ritratto di Jean Miélot, segretario, copista e traduttore del duca Filippo III di Borgogna.

L'amanuense  o copista era, prima della diffusione della stampa, la figura professionale di chi per mestiere ricopiava testi manoscritti al servizio di privati o in centri scrittori.

## I monaci amanuensi

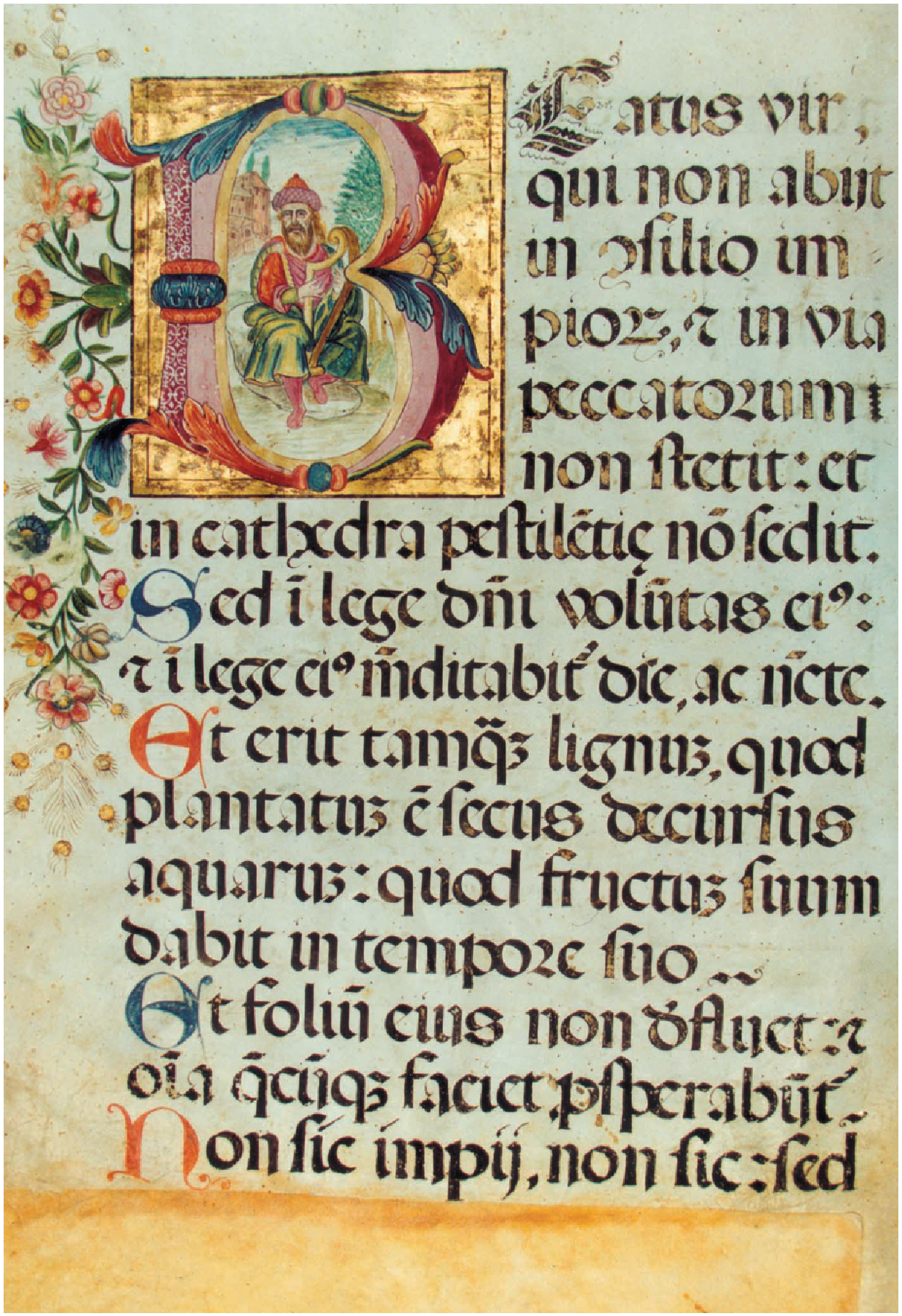
Esempio di salterio diurno miniato da amanuensi del sec. XVII già presente nella Biblioteca Scarabelli di Caltanissetta, rubato nel 2010

La parola amanuense deriva dal latino servus a manu, che era il termine con il quale i romani definivano gli scribi. Questi monaci vivevano molte ore della giornata nello scriptorium (una particolare stanza presente in alcune strutture religiose), in posizione tale da catturare più luce possibile, utile durante il processo di copiatura degli antichi codici e a coloro che svolgevano questo lavoro era permesso di saltare alcune ore canoniche di preghiera. All'attività degli amanuensi si lega il personaggio romano Flavio Magno Aurelio Cassiodoro, che fondò a Squillace, in Calabria, il monastero di Vivario dedicato allo studio e alla scrittura. Esso fu preceduto, già nel V secolo, dalle attività del monastero di san Eugippio.
Qui istituì uno scriptorium per la raccolta e la riproduzione di manoscritti, che fu il modello a cui successivamente si ispirarono i monasteri medievali. Durante il XIV secolo e il XV secolo, l'arte della copia degli antichi testi aveva raggiunto il suo culmine: i libri, infatti, dopo essere copiati dagli amanuensi, erano controllati sul piano grammaticale e ortografico dai correctores (questo avveniva perché in quei tempi, dato l'ottimo salario degli amanuensi, molti semianalfabeti si dedicavano a questa attività) per poi essere miniati dai miniatores. Inoltre, presso le università, gli allievi copiavano, traducevano e miniavano molti codici, per potersi mantenere nei propri studi. 
Allo scopo di dimezzare i tempi di produzione un codice talvolta veniva dato da trascrivere dividendolo fra due amanuensi: ciascuno ricopiava la metà affidatagli e poi le due copie venivano riunite. Questo sforzo collettivo appare ancora più evidente per i grossi codici di lusso che richiedevano anche l'intervento dei miniatori, i quali entravano in gioco solo dopo che l'opera era stata completamente ricopiata dagli amanuensi.

## I libri
I libri venivano solitamente scritti utilizzando vari sistemi grafici quali:
- La scrittura onciale, usata a partire dal III secolo dagli amanuensi latini e bizantini.
- La scrittura insulare, usata in Irlanda e in Inghilterra e poi diffusa in Europa ed in Italia da san Colombano e dai suoi monaci di scuola irlandese fra la fine del VI secolo ed il VII secolo.
- La scrittura carolina, che si sviluppò all'epoca di Carlo Magno nel VIII secolo.
- La scrittura beneventana, che si sviluppò nell'Abbazia di Montecassino a partire dalla metà del VIII secolo.
- La scrittura gotica, che si diffuse dopo la nascita delle università, quando aumentò la richiesta dei libri.

Dopo aver terminato il processo di scrittura, gli amanuensi rilegavano le pagine e creavano una copertina mediante una tavoletta di legno, la quale poteva essere rivestita in lamina di oro o argento sbalzato, in pergamena con angoli d'argento, o semplicemente in materiale cartaceo.